# Линь, Руби
Руби Линь (кит. упр. 林心如, пиньинь Lín Xīnrú, палл. Линь Синьжу) — китайская актриса, продюсер и певица.

## Биография
Свою карьеру Линь Синьжу начинала в 1993 г. с подработки в качестве рекламной модели. Линь Синьжу вошла в актерскую сферу в 1994 г. после того, как снялась в рекламном ролике вместе с Аароном Квоком (Aaron Kwok, кит. 郭富城). В 1998 г. Линь Синьжу набирает популярность в Китае как исполнительница главной роли в сериале «Моя прекрасная принцесса» (кит. 还珠格格). Потом она также исполняет главную роль в сериале «Мужчина — талантлив, Женщина — красавица» (кит. 男才女貌). Этот сериал занимал второе место по количеству зрителей, уступая только программе новостей на центральном телеканале Китая. После этого, Линь Синьжу снималась в сериалах «Судьба половины жизни»
(кит. 半生缘), «Большой Дом предков» (кит. 大祠堂) (англ. Ancestral Temple), «Троцарствие» (кит. 三国), «Красота интриги» (кит. 美人心计) и др. В 2009 г. она основала собственную продюсерскую компанию. В сентябре 2011 г. она впервые в жизни выступила в качестве продюсера и исполнительницы главной роли в сериале «Чарующая императорская наложница» (кит. 倾世皇妃). Сериал стал лидером по количеству зрителей в Китае. Линь Синьжу трижды удостаивалась премии за продюсерскую работу. В июне 2014 г. Линь Синьжу исполнила главную роль в фильме ужасов «Дом, который не умрёт никогда» (кит. 京城81号). Этот фильм поставил новый рекорд среди фильмов ужасов, собрав более 400 млн юаней. В ноябре 1999 г. Линь выпустила свою первую песню «Пульсация сердца» (кит. 心跳). В апреле 2016 г. Линь принимала участие в вечере, посвященном Празднику весны (кит. 春节联欢晚会) (англ. CCTV New Year's Gala), она исполнила песню «Прекрасные пейзажи Китая» (кит. 山水中国美)
20 мая 2016 г. Линь Синьжу и Хо Цзяньхуа (англ. Wallace Huo) объявили о начале отношений. 31 июля они сыграли свадьбу на острове Бали. 6 января 2017 г., Линь родила дочь на Тайване.

## Фильмография
| Год  | Русское название                        | Оригинальное название | Международное название                      | Роль                    | Примечания |
| ---- | --------------------------------------- | --------------------- | ------------------------------------------- | ----------------------- | ---------- |
| 1998 | Моя прекрасная принцесса                | 还珠格格              | My Fair Princess                            | Ся Цзы Вэй              |            |
| 1999 | Моя прекрасная принцесса 2              | 还珠格格二            | My Fair PrincessII                          | Ся Цзы Вэй              |            |
| 2001 |                                         | 情深深雨蒙蒙          | Romance in the Rain                         | Лу Жу Пин               |            |
| 2002 |                                         | 半生缘                | Affair of Half a Lifetime                   | Гу Мань Чжэнь           |            |
| 2003 | Мужина — талантлив, Женжина — красавица | 男才女貌              | Boy & Girl                                  | Су Ла                   |            |
| 2003 |                                         | 飞刀又见飞刀          | Flying Daggers                              | Сюе Цай Юе，Юнь Нян     |            |
| 2007 |                                         | 封神榜之武王伐纣      | The Legend and the Hero 2                   | Су да Цзи               |            |
| 2007 | Су Донпэ                                | 苏东坡                | Su Dongpo (TV series)                       | Ван Фу                  |            |
| 2009 | Принцесса Дали                          | 大理公主              | Dali Princess                               | Дуань Ай Юе，Лань Чжи   |            |
| 2010 | Красота интриги                         | 美人心计              | Beauty calculating                          | Доу И ФАН，Тан Сян Лянь |            |
| 2011 | Чарующая императорская наложница        | 倾世皇妃              | The Glamorous Imperial Concubine            | Ма Фу Я，Мэй Ин         |            |
| 2014 | Цветы в тумане                          | 花非花雾非雾          | Flowers in Fog                              | Сюе Хуа                 |            |
| 2016 |                                         | 秀丽江山之长歌行      | Long trip to beautiful rivers and mountains | Инь Ли Хуа              |            |
| 2023 | Убийца-подражатель                      | 模仿犯                | Copycat Killer / Mo Fang Fan                | Яо Яци                  | сериал     |